# Стриманість
Стри́маність (лат. abstinentia, грец. εγκράτεια) — моральна якість і чеснота. Свідоме гамування бажань, почуттів, пристрастей, задоволень тощо. Вольова відмова від добрих чи лихих прагнень (їжі, грошей, сексу, спілкування, сну, розбою тощо) впродовж певного відтинку часу чи усього життя. Практикується в різних релігіях світу: християнстві, ісламі, буддизмі, юдаїзмі тощо. У християнській традиції дана Богу обіцянка стримуватися від чогось називається обітницею. Вважається проявом зусилля духа, його перемога над плоттю. Антиподом стриманості виступає безмірність, розбещеність, розпуста. Також — зде́ржливість, абстиненція, зде́ржування, повзде́ржливість (від пол. powściągliwość, рос. воздержа́ние).
Прихильники утримання від споживання спиртних напоїв або тютюну, м'яса та іншого називаються абстине́нтами (лат. abstinens, род. відм. abstinentis — той, хто стримується). Абстинентами бувають найчастіше вегетаріанці, натуристи, а також деякі віряни, що сповідують ті чи інші релігії.

## Типи повздержливості
- Целібат — відмова від сексуального життя, сімейного життя.
- Тверезість — утримання від вживання алкоголю та інших психоактивних речовин.
- Релігійний піст, голодування — утримання від їжі.
- Обітниця мовчання — повздержливість від розмов і використання голосу.

## Цитати про стриманість
- Якщо ти бог, то ти повинен дарувати смертним добродійства, не віднімаючи в них їхнього добра, а якщо ти людина, то пам'ятай, що ти завжди залишишся нею (Курцій, кн. 7 [VIII, 26]).
- Поміркованість і стриманість — прекрасні риси при високому становищі (Курцій, кн. 6 [VI, 1]).
- Стриманість ламає жадобу, ласкавість перемагає несправедливий чи й справедливий гнів, але тільки задля честі, і, нарешті, скромність, гасить жадобу неналежних і несправедливих почестей і породжує приємну соромливість. (Цицерон, Про підбір матеріалу, II, 164).
- А плід духа: любов, радість, мир, довготерпіння, добрість, милосердя, віра, лагідність, здержливість: Закону нема на таких! (Послання до Галатів 5:22-23)
- Поміркованість щасливих людей іде від спокою, яким їх сповнює ласкава фортуна. Франсуа де Ларошфуко: Роздуми або Висловлювання і моральні максими
- Першими дверима, що вводять нас у мислений Єрусалим, роблять уважним наш ум, є безмовність, хоча ум ще не заглибився у мовчання; другими — поміркованість у їжі, питті та сні; третіми — постійна пам'ять і роздуми про смерть, які очищають ум і тіло. (Гл. 6) — вислови святого Філотея Синайського
- Ця чеснота має вимірювати (miarkowac) зворушення пожадливості тіла, звідси походить її назва в польській мові — «umiarkowanie» — поміркованість. — Кароль Войтила
- Справжній піст — це віддалення від себе злого і стриманість у всьому. Він охоплює дві невід'ємні складові частини: піст духовний і піст тілесний. — Священик Олександр СЕНІВ